# Néstor Monge
Néstor William Monge Guevara (7 gennaio 1990) è un calciatore costaricano, centrocampista del RU Luxembourg.

## Carriera

### Club

#### Inizi al Pérez Zéledon
Néstor approda giovanissimo, appena diciannovenne, nel Pérez Zeledón, squadra della sua città natale. Esordisce l'8 novembre 2009 contro il Santos de Guápiles, sostituendo suo cugino Juan Diego Monge al 90' minuto. Poco a poco inizia a essere titolare nella sua squadra, dopo esserlo stato per la prima volta il 23 gennaio 2010 in una partita di campionato contro il San Carlos. Segna il suo primo gol in campionato il 28 febbraio 2010 contro il Municipal Liberia, mentre riceve la prima espulsione per somma di cartellini gialli il 14 marzo 2010 contro il Cartaginés.

#### Cartaginés: Copa Costa Rica e CONCACAF Champions League
Il 1º luglio 2013 passa al Cartaginés e sceglie la maglia numero 30. 
 Esordisce in Coppa della Costa Rica contro la Juventud Escazuceña, e gioca anche la semifinale di ritorno contro il Saprissa, uscendo al minuto 59' (la partita verrà vinta dal Saprissa ai rigori).
Néstor esordisce anche in CONCACAF Champions League il 9 agosto 2013, all'età di 23 anni, contro il club salvadoregno del Metapàn, entrando al minuto 83' al posto di Danny Fonseca.
Con il club di Cartago approda in semifinale play-off del campionato Invierno sia nel 2013 sia nel 2014, eliminato entrambe le volte dall'Herediano, e vince la Coppa della Costa Rica nel 2014, giocando la finale contro il Saprissa all'Estadio Nacional de Costa Rica vincendo 3-2.

#### Prestito al Saprissa
Il 4 gennaio del 2015 passa in prestito allo stesso Saprissa, indossando la maglia numero 20.
Esordisce in maglia viola giocando il secondo tempo dell'andata dei quarti di finale di CONCACAF Champions League al Ricardo Saprissa Aymá contro l'América, partita poi persa 0-3.
Totalizza con il club 42 presenze, di cui 34 in campionato, due in coppa e sei in CONCACAF Champions League.

## Statistiche

### Cronologia presenze e reti in Nazionale
| Cronologia completa delle presenze e delle reti in nazionale ― Costa Rica | Cronologia completa delle presenze e delle reti in nazionale ― Costa Rica | Cronologia completa delle presenze e delle reti in nazionale ― Costa Rica | Cronologia completa delle presenze e delle reti in nazionale ― Costa Rica | Cronologia completa delle presenze e delle reti in nazionale ― Costa Rica | Cronologia completa delle presenze e delle reti in nazionale ― Costa Rica | Cronologia completa delle presenze e delle reti in nazionale ― Costa Rica | Cronologia completa delle presenze e delle reti in nazionale ― Costa Rica |
| Data                                                                      | Città                                                                     | In casa                                                                   | Risultato                                                                 | Ospiti                                                                    | Competizione                                                              | Reti                                                                      | Note                                                                      |
| ------------------------------------------------------------------------- | ------------------------------------------------------------------------- | ------------------------------------------------------------------------- | ------------------------------------------------------------------------- | ------------------------------------------------------------------------- | ------------------------------------------------------------------------- | ------------------------------------------------------------------------- | ------------------------------------------------------------------------- |
| 22-3-2012                                                                 | Kingston                                                                  | Giamaica                                                                  | 0 – 0                                                                     | Costa Rica                                                                | Amichevole                                                                | -                                                                         | 64’                                                                       |
| 12-4-2012                                                                 | San José                                                                  | Costa Rica                                                                | 1 – 1                                                                     | Honduras                                                                  | Amichevole                                                                | -                                                                         | 46’                                                                       |
| 26-5-2012                                                                 | San José                                                                  | Costa Rica                                                                | 3 – 2                                                                     | Guatemala                                                                 | Amichevole                                                                | -                                                                         | 88’                                                                       |
| 2-6-2012                                                                  | Città del Guatemala                                                       | Guatemala                                                                 | 1 – 0                                                                     | Costa Rica                                                                | Amichevole                                                                | -                                                                         | 56’                                                                       |
| 15-11-2012                                                                | Santa Cruz de la Sierra                                                   | Bolivia                                                                   | 1 – 2                                                                     | Costa Rica                                                                | Amichevole                                                                | -                                                                         | 65’                                                                       |
| 2-2-2019                                                                  | San Jose                                                                  | Stati Uniti                                                               | 2 – 0                                                                     | Costa Rica                                                                | Amichevole                                                                | -                                                                         | 81’                                                                       |
| Totale                                                                    |                                                                           | Presenze                                                                  | 6                                                                         |                                                                           | Reti                                                                      | 0                                                                         |                                                                           |

## Palmarès

### Club

#### Competizioni nazionali
- Campionato costaricano: 2

Saprissa: Invierno 2015, Invierno 2016
- Campionato lussemburghese: 1

Differdange 03: 2023-2024